# 陳玉璽事件
陳玉璽事件（ちんぎょくじじけん）は、台湾独立運動にかかわっていた日本在住の台湾人留学生、陳玉璽が1968年に台湾へ強制送還され、同年6月に治安妨害罪などによって死刑を求刑された事件。
この事件に対し、日本では台湾青年独立連盟（台湾独立建国連盟の前身）やベ平連などの団体が、死刑を求刑した中華民国政府・強制送還を行った日本政府に対し抗議活動を行った。これらの抗議活動の結果、陳玉璽は懲役7年に減刑された。
この事件はアムネスティ・インターナショナル日本支部が結成されるきっかけとなった。